# 雷申巴赫河
48°14′40″N 11°27′18″E / 48.244396°N 11.455028°E

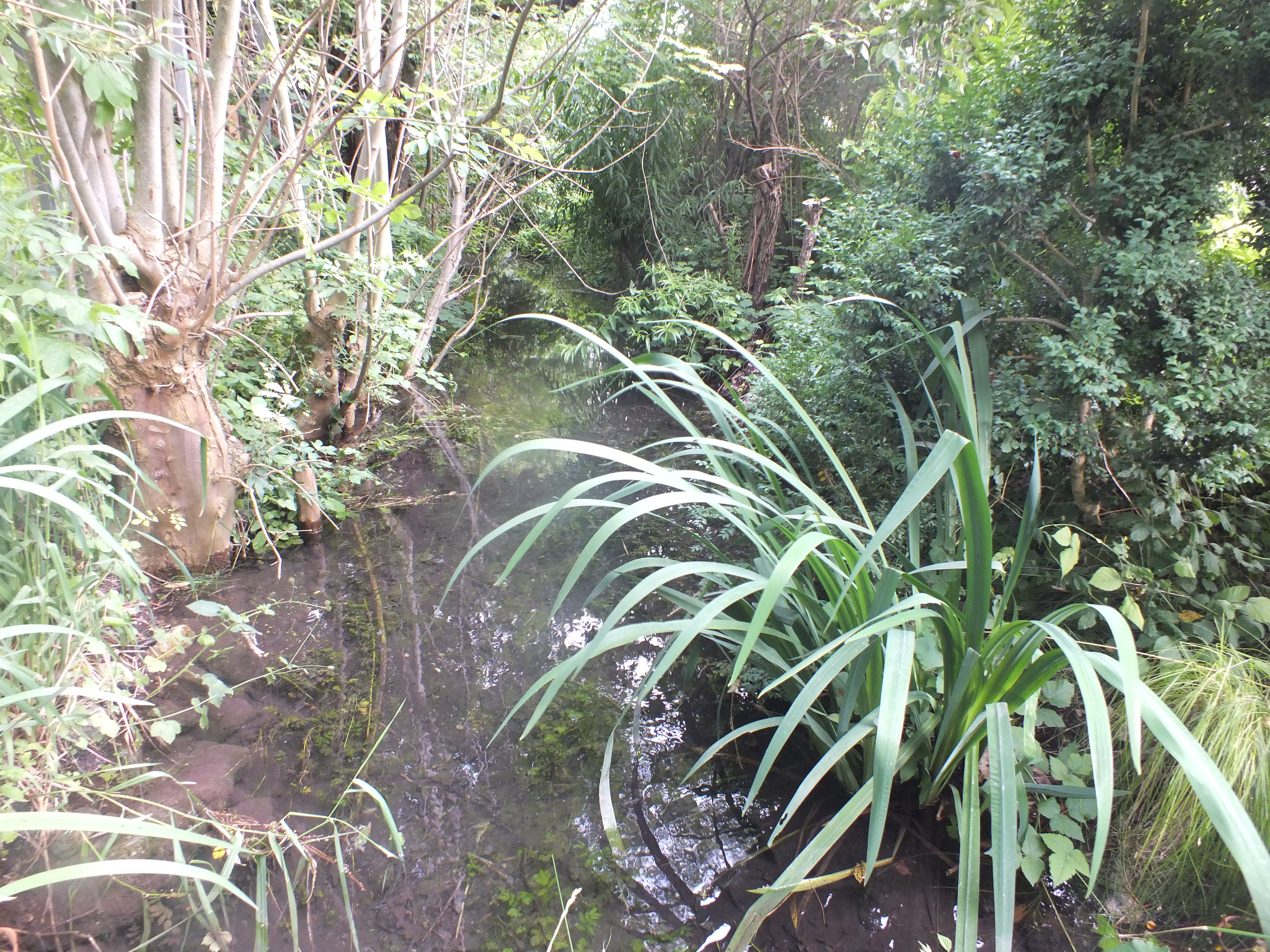

雷申巴赫河是德國的河流，位於該國東南部，由巴伐利亞負責管轄，屬於維爾姆河的左支流，河道全長3.4公里，發源自卡爾斯費爾德東南面。